# Serinane
Serinane est une ville du Botswana.